# Linconia cuspidata
Linconia cuspidata är en tvåhjärtbladig växtart som först beskrevs av Carl Peter Thunberg, och fick sitt nu gällande namn av Olof Swartz. Linconia cuspidata ingår i släktet Linconia och familjen Bruniaceae. Inga underarter finns listade.